# اوکی ایر اینترنشنال
اوکی ایر اینترنشنال (به انگلیسی: OKI Air International) یک شرکت هواپیمایی است که در تاریخ ۱۹۹۳ میلادی تأسیس شده است. دفتر مرکزی اوکی ایر اینترنشنال در پودگوریتسا، مونته‌نگرو واقع شده‌است و قطب این شرکت هواپیمایی در فرودگاه پودگوریتسا قرار دارد.